# Новосельцев, Иван Хрисанфович
Ива́н Хриса́нфович Новосе́льцев (7 марта 1906 — 18 октября 1942) — советский актёр кино.

## Биография
Родился 7 марта 1906 года в селе Андроново Смоленской губернии в крестьянской семье. Мать — песенница и ремесленница — оказала огромное влияние на развитие сына. Она привила ему вкус к народному искусству, пению русских песен.
В раннем возрасте Новосельцев отправился в Духовщину, а затем и в Смоленск, начал там работать и вскоре всерьёз увлекся театром.
В 1924 году Новосельцев окончил Смоленскую железнодорожную школу второй ступени, тогда же занялся комсомольской работой. Сначала он был заведующим политпросветом Волкома комитета ВЛКСМ в селе Ярцево, затем работал председателем правления потребительского общества в селе Приялье, ответственным секретарём Волкома комитета ВЛКСМ города Духовщина, заведующим агитационно-пропагандистским отделом уездного городского комитета ВЛКСМ села Ярцево, заведующим комсомольским отделом редакции газеты «Юный товарищ», организатором массовой работы рабочего клуба в городе Бежица.
С ноября 1928 по декабрь 1929 года служил в Военно-морских силах РККА в городе Кронштадт. После службы год преподавал военные знания в школе в городе Бежица.
В 1930 году Иван Хрисанфович отправился в Москву для поступления в ГИТИС. Недалеко от института ассистент режиссёра, снимавшего ныне забытый фильм «Толедо», обратила на Новосельцева внимание и пригласила его сняться в одной из ролей. После того, как Новосельцев снялся в этом фильме, его приняли в коллектив кинофабрики «Межрабпомфильм», он стал штатным актёром.
В 1933 году Новосельцев снялся в фильме Льва Кулешова «Великий утешитель», после которого он стал весьма популярным среди зрителей.
В 1936 году актёр перевелся в Ленинград на киностудию «Ленфильм».
Умер 18 октября 1942 года на съёмках фильма В. Брауна «Пропавший без вести», в посёлке Пристань-Пржевальск недалеко от города Пржевальска, похоронен там же, на старом кладбище у северной ограды мемориала Николая Михайловича Пржевальского. В силу заброшенности старого кладбища, точное местоположение могилы неизвестно.

## Награды
- орден «Знак Почёта» (01.02.1939)

## Фильмография
- 1930 — Простой случай — Вася
- 1932 — Толедо —Дмитрий Ленц
- 1933 — Великий утешитель — Джеймс Валентайн
- 1933 — Изменник родины — Томаш
- 1933 — Рваные башмаки — отец Вальтера
- 1935 — Золотое озеро — Андрей Степанов
- 1936 — Партийный билет — чекист (нет в титрах)
- 1936 — Семеро смелых — Богун, лётчик
- 1936 — Тринадцать — Иван Журавлёв, командир отряда
- 1937 — Гаврош — Анжольрас
- 1937 — Великий гражданин (1 серия) — эпизод (нет в титрах)
- 1937—1938 — Пётр Первый — гонец (нет в титрах)
- 1938 — Комсомольск — Владимир Соловьёв, прораб на монтаже электростанции
- 1938 — Морской пост —  Роман Андреевич Назаров, старший лейтенант, начальник поста
- 1939 — Большая жизнь — Хадаров, секретарь парткома
- 1939 — Молодые капитаны — командир
- 1940 — Будни — Зубов, лётчик
- 1940 — Пятый океан — Кириллов
- 1941 — Ночь над Белградом (Боевой киносборник № 8) — Хотич, сербский париот
- 1941 — Мать — один из сыновей
- 1941 — Последняя очередь — лётчик Межуев
- 1942 — Александр Пархоменко — Быков
- 1942 — Сто второй километр (Боевой киносборник № 11) — польский крестьянин
- 1943 — Пропавший без вести